# Федеральное агентство по высокотехнологичной медицинской помощи
Федеральное агентство по высокотехнологичной медицинской помощи России (Росмедтехнологии) —
упраздненный федеральный орган исполнительной власти, находившийся в ведении Министерства здравоохранения и социального развития. Осуществляло функции по оказанию государственных услуг и управлению государственным имуществом в сфере здравоохранения в части разработки и реализации современных медицинских технологий, новых методов диагностики и организации оказания высокотехнологичной медицинской помощи (включая трансплантацию органов и тканей человека).

## Руководитель агентства
Дедов Иван Иванович.

## Структура агентства
- Планово-экономическое управление
- Управление организации высокотехнологичной медицинской помощи
- Управление координации разработки высоких медицинских технологий и подготовки кадров
- Управление имущественных отношений, материально-технического обеспечения и инвестиций
- Управление делами

## Упразднение агентства
Агентство упразднено Указом Президента РФ от 12.05.2008 N 724.